# Pablo Pauly
Pour les articles homonymes, voir Pauly.
Pablo Pauly est un acteur français, né le 24 janvier 1991 à Levallois-Perret.

## Biographie
Entre 2009 et 2011, il suit une formation au Cours Florent à Paris aux côtés de Jean-Pierre Garnier. En 2012, il se forme au Conservatoire national supérieur d'art dramatique. Il fait ses premiers pas à la télévision dans la série Lascars, et l'année suivante joue le rôle de Jordan dans la série Caïn.
En 2014, il interprète Julien dans le film Amour sur place ou à emporter et joue le rôle de Yohan dans le film De toutes nos forces. En 2015, il joue le rôle de Hervé dans le film intitulé Discount. En 2016, l'acteur joue dans La Fille de Brest dans le rôle de maître Charles-Joseph Oudin.
En 2017, il incarne le rôle principal dans Patients réalisé par Grand Corps Malade et Mehdi Idir.
En septembre 2023, Pablo Pauly remporte le prix de la meilleure interprétation masculine au Festival de la fiction TV de La Rochelle pour le téléfilm À la joie de Jérôme Bonnell,.

## Filmographie
Sauf indication contraire, les informations mentionnées dans cette section peuvent être confirmées par la base de données cinématographiques IMDb,  présente dans la section « Liens externes ».

### Cinéma
- 2012 : Mince alors ! de Charlotte de Turckheim : le chauffeur de la navette
- 2013 : 16 ans ou presque de Tristan Séguéla : Jahel
- 2013 : De toutes nos forces de Nils Tavernier : Yohan
- 2013 : Fonzy d'Isabelle Doval : Pablo
- 2014 : Amour sur place ou à emporter d'Amelle Chahbi : Julien
- 2014 : Papa Was Not a Rolling Stone de Sylvie Ohayon : Robert
- 2015 : Discount de Louis-Julien Petit : Hervé
- 2016 : La Fille de Brest d'Emmanuelle Bercot : maître Charles-Joseph Oudin
- 2016 : Carole Matthieu de Louis-Julien Petit : Cédric, le manager
- 2017 : Patients de Grand Corps Malade et Mehdi Idir : Ben
- 2018 : Les Invisibles de Louis-Julien Petit : Dimitri
- 2018 : Marche ou crève de Margaux Bonhomme : Sacha
- 2019 : Blanche comme neige d'Anne Fontaine : Clément
- 2019 : Trois jours et une vie de Nicolas Boukhrief : Antoine Courtin
- 2021 : The French Dispatch de Wes Anderson : le serveur
- 2021 : Chère Léa de Jérôme Bonnell : Nino
- 2022 : Murder Party de Nicolas Pleskof : Théo Daguerre
- 2022 : On sourit pour la photo de François Uzan : Antoine Hamelin
- 2022 : Trois nuits par semaine de Florent Gouëlou : Baptiste
- 2022 : Pétaouchnok d'Édouard Deluc : Jonas
- 2023 : La Graine d'Éloïse Lang : William
- 2023 : Un hiver en été de Lætitia Masson : Joseph
- 2023 : Garder ton nom de Vincent Duquesne : Jérôme Guérini
- 2023 : Borgo de Stéphane Demoustier : le brigadier
- 2024 : Et plus si affinités d'Olivier Ducray et Wilfried Meance : Alban
- 2024 : Jane Austen a gâché ma vie de Laura Piani : Félix

### Télévision
- 2011 : Lascars (saison 1 et 2) : Polo
- 2012 : Caïn (saison 1 épisode 7) : Jordan
- 2018 : Vingt-cinq (saison 1) : Adrien
- 2019 : Temps de chien ! d'Édouard Deluc : Victor
- 2023 : À la joie de Jérôme Bonnell
- 2026 : Montmartre de Louis Choquette
- 2026 : Impacts d'Alain Tasma : Vincent

### Web série
- 2012 : En passant pécho
- 2025 : Fleur bleue (saison 2 épisode 10) : Andréa

### Clips
- 2011 : 5 minutes, pour Sefyu
- 2019 : Déjà Venise de Théo Leroyer, pour Clio
- 2022 : Je te suis, pour Camélia Jordana

## Théâtre
- 2006-2007 : Zoo ou l'assassin Philanthrope d'Alain Jouani
- 2009 : Mangeront-Ils de Pétronille de Saint-Rapt
- 2009-2010 : La coupe et les lèvres
- 2009-2010 : Lorenzaccio de Jean-Pierre Garnier
- 2011 : Nocturne de Florine Clap
- 2011 : Baby Doll de Isabelle Duperey

## Doublage
- 2024 : The Merry Gentlemen (en) : voix additionnelles

## Distinctions

### Récompenses
- Festival du film de Sarlat 2016 : Prix d'interprétation masculine pour Patients (prix collectif pour l'ensemble des acteurs du film)
- Festival de la fiction TV de La Rochelle 2023 : meilleure interprétation masculine pour À la joie

### Nomination
- César 2018 : César du meilleur espoir masculin pour Patients